# 阿史那伏念
阿史那 伏念（呉音：あしな ぶくねん、漢音：あしだ ふくでん、拼音：Āshǐnà Fúniàn、? - 681年）は、羈縻（きび）政策下の東突厥の可汗。頡利可汗の従兄の子。

## 生涯
永隆元年（680年）、阿史徳温傅は頡利可汗の従兄の子である阿史那伏念を夏州に迎えて可汗とし、諸部落はふたたびこれに従い、反乱を起こした。
永隆2年（681年）1月、反乱軍は原州・慶州を寇掠した。5月、定襄道総管の曹懐舜は阿史那伏念と横水で戦ったが大敗した。閏7月、高宗はまた詔で裴行倹に将軍の曹継叔・程務挺・李崇直・李文暕らを率いさせてこれを討たせた。阿史那伏念と阿史徳温傅は行き詰まって裴行倹に降った。裴行倹は彼らを捕えて京師に凱旋した。10月、永隆2年が開耀元年となる。阿史那伏念および阿史徳温傅ら54人は東市で公開処刑された。

## 参考資料
- 『旧唐書』（本紀第五、列伝第一百四十四上）
- 『新唐書』（本紀第三、列伝一百四十上）